# Reserva índia Wind River
La reserva índia Wind River és una reserva índia compartida per les tribus ameríndies dels xoixons orientals i arapaho septentrional a la porció centre-occidental de l'estat de Wyoming. És la setena reserva índia més extensa dels Estats Units, aplegant una àrea de 8.995,733 km² (9.147,864 km² amb les aigües internes), que abasta poc més d'una tercera part del comtat de Fremont i una cinquena part del comtat de Hot Springs. La reserva es troba a la conca del riu Wind, i està envoltada pel Wind River Range, les Muntanyes Owl Creek, i les Muntanyes Absaroka. El Cens dels Estats Units del 2000 dona una població de 23.237 habitants. La ciutat més gran és Riverton. La seu es troba a Fort Washakie. També s'hi troba el casino Wind River, el casino Little Wind, 789 Smoke Shop & Casino (tots arapaho) i el casino Shoshone Rose (xoixon oriental), que són els únics casinos de Wyoming.

## Demografia
De la població en 2011, 8.177 eren arapaho i 3.737 eren xoixons en 1.880.000 acres de terra tribal amb 180.387 acres d'àrea feréstega, comparat amb la població del 2000, 6.728 (28,9%) eren nadius americans (total o parcial) dels quals el 54% eren arapaho i el 30% xoixons. De la població nadiua americans, el 22% parlaven a la llar una altra llengua que no era l'anglès.

## Història

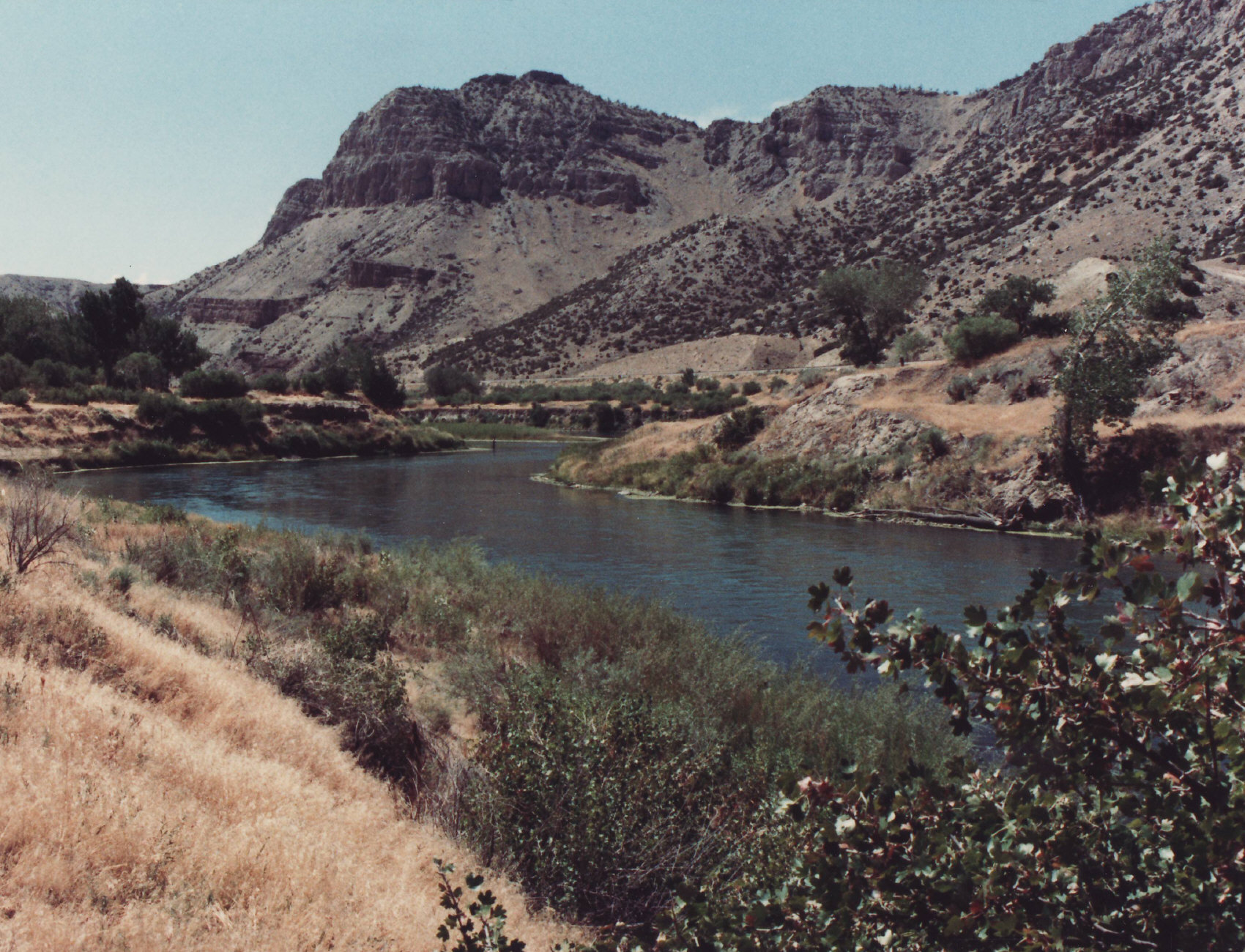
El riu Wind River a la reserva Wind River, Wyoming

La reserva índia Wind River fou establida per als xoixons orientals en 1868. Camp Auger, una fortificació militar amb tropes, fou establida en l'actual indret de Lander el 28 de juny de 1869. En 1870 el nom fou canviat per Camp Brown i en 1871 el lloc es va traslladar al lloc actual de Fort Washakie. El sobrenom fou canviat en honor del cap xoixon Washakie en 1878 i continuà sent usat com a posició militar fins que fou abandonat en 1909. Durant molts anys hi van funcionar una escola pública i un hospital a l'est de Fort Washakie i els nens hi van ser enviats durant l'edat escolar. En 1917-1920 es va construir St. Michael's at Ethete. El poble d'Arapahoe va ser establert originalment com una subagència per distribuir racions als arapaho i al mateix temps tenia una posició comercial. En 1906 una part de la reserva va ser oberta a la colonització blanca i Riverton es formà amb algunes d'aquestes terres. Les terres foren parcel·lades en el segle xix a diverses famílies i els noms foren anglicitzats. Es va contractar el regadiu per a desenvolupar l'agricultura i els ranzos i es va construir un molí fariner vora Fort Washakie.
La tomba de Sacajawea s'hi troba ací. El seu fill Jean Baptiste Charbonneau té una pedra memorial a Fort Washakie però és enterrat a Danner (Oregon).
La reserva ha estat objecte d'atenció per a la delinqüència i el consum de drogues. Els habitants es refereixen als diferents carrers amb localitats nord-americxanes escandalosament violentes com Compton. Altres residents diuen que la reserva índia Wind River és sovint un lloc més esperançador que no pas el retraten els informes de premsa.

## Comunitats
- Arapahoe
- Boulder Flats
- Crowheart
- Ethete
- Fort Washakie
- Hudson (part, població 72)
- Johnstown
- Pavillion
- Riverton